# Социалистическая партия Чили
Социалисти́ческая па́ртия Чи́ли (СПЧ, исп. Partido Socialista de Chile, PS, также PSC) — чилийская политическая партия социалистической ориентации, основанная 19 апреля 1933 года одним из бывших лидеров Социалистической республики Чили Мармадуке Грове. До середины 1980-х годов придерживалась ортодоксально-социалистических позиций, впоследствии эволюционировала в сторону социал-демократии и социал-либерализма. 
До военного переворота 1973 года играла ведущую роль в чилийской политике, наряду со своей союзницей — Коммунистической партией Чили — принимая участие в работе ряда коалиций левого и левоцентристского толка (Народный фронт, Демократический альянс, Национальный фронт народа, Фронт народного единства, «Народное единство»). После корректировки идеологических позиций тесно сблизилась с Христианско-демократической партией, вместе с ней возглавляя правившую в 1990—2010 годах «Коалицию партий за демократию» («Консертасьон»).
Представители СПЧ Сальвадор Альенде (1970—1973) и Мишель Бачелет (2006—2010 и 2014—2018) занимали пост Президента страны.

## История
На протяжении всей своей истории СП являлась частью различных коалиций, таких как: Народный фронт, Демократический альянс, Фронт народного действия, Народное единство, Коалиция партий за демократию, Новое большинство. 
Три представителя этой партии в разное время занимали пост президента Республики: Сальвадор Альенде (который был одним из основателей партии в 1933 году), Рикардо Лагос и Мишель Бачелет.
С момента своего основания партия стояла на принципах революционного марксизма, а на XXII съезде в ноябре 1967 года официально объявила своей идеологией марксизм-ленинизм; при этом, как подчёркивал Сальвадор Альенде, чилийские социалисты в соответствии с идеей Энгельса в условиях демократии выступали за мирный путь развития революции. После свержения демократически избранного президента Альенде в ходе военного переворота 1973 года и запрета её в числе прочих оппозиционных партий режимом Аугусто Пиночета СПЧ перешла на умеренные социал-демократические позиции.

### Марксистский этап
Была образована в 1933 году после подавления Социалистической Республики Чили по инициативе лидера последней Мармадуке Грове представителями Социалистической марксистской партии, партий «Социалистический порядок», «Революционное социалистическое действие» и «Новое общественное действие». На первых своих парламентских выборах в 1937 году провела 22 представителя в две палаты парламента.
Хотя вначале её членами были, в основном, представители среднего класса, к 1970 году почти 3/4 её членов были промышленными рабочими. Партия в то же время всегда подчёркивала, что защищает интересы пролетариев и умственного, и физического труда.
В партии существовало множество фракций, в том числе, много левее Коммунистической партии Чили — например, разные враждующие между собой ультралевые группы последователей Троцкого. Критикуя СССР за авторитаризм, члены СПЧ искали альтернативы его линии в социалистическом пути таких стран, как Куба или Югославия (например, Саломон Корбалан).
Чилийские социалисты также отличались от Коммунистической партии Чили несогласием с советским вторжением в Чехословакию в 1968 году (хотя в знак протеста против подавления «Пражской весны» они разорвали отношения только с Коммунистической партией Чехословакии, но не с КПСС), приверженностью мадзинизму, нейтрализму в стиле Тито и большей ориентацией части её руководства на кубинскую модель революции.
Вся Соцпартия была левее не только КПЧ, но и международного коммунистического движения в целом. Целью СПЧ было создание ещё до победы мировой революции социалистических Соединённых штатов Латинской Америки — то есть, латиноамериканский национализм (в западном смысле) и федерализм. Партия не одобряла номенклатуру, оплачиваемый партийный аппарат и демократический централизм. Она до 1990-х годов не входила ни в какие Интернационалы — II, III или IV, так как, по её мнению, они вели борьбу друг с другом вместо борьбы за социализм.
Внутри партии (в целом стоявшей левее коммунистов) в 1960-е-1970-е годы существовали, по мнению Богуш и Щелчкова, 3 течения практической политики:
- «ленинисты», занимавшие центристские позиции в партии, исповедовали теорию классовой борьбы и пролетарской революции мирным путём[4];
- «кастристы» (по имени Фиделя Кастро) — крайне левое течение, призывали к вооружённой борьбе, группировались вокруг главного теоретического органа «Кларин», возглавлявшегося Карлосом Альтамирано, в 1971 году избранным генеральным секретарём партии;
- умеренное крыло, наиболее близкое к коммунистам (которые были правее социалистов), возглавлявшееся Сальвадором Альенде.

На парламентских выборах 1969 года Социалистическая партия получила пятое место после Христианских демократов, Националистов, Коммунистов и Радикалов.
Перед президентскими выборами 1970 года кандидатура Альенде не была бесспорной. Он имел репутацию слишком мягкого и склонного к реформизму, а не революции. Собственные президентские амбиции имел Анисето Родригес, занимавший пост генерального секретаря в 1967—1971 годах. Официально было объявлено, что ЦК выдвинул Альенде единогласно, но в действительности за него проголосовали 12 членов ЦК, а 13 сторонников А. Родригеса и К. Альтамирано воздержались. Ключевым фактором стала поддержка коммунистов, которые после своей легализации в 1960-е годы получали больше голосов, чем социалисты, и пользовались бо́льшим влиянием в профсоюзах, но их собственный кандидат заведомо был непроходным.
В 1973 году Социалистическая партия была запрещена после государственного переворота в стране и установления диктатуры Аугусто Пиночета. Вместе с Социалистической партией были запрещены все остальные политические партии из Народного единства; их члены и сторонники подвергались преследованиям, арестам и пыткам. В тайной полиции ДИНА действовало специальное подразделение — «Бригада Purén» полковника Итурриаги и капитана Барриги, занятое преследованиями и убийствами социалистов.

### Обновление на социал-демократических принципах
Часть руководства партий Народного единства в эмиграции под влиянием как наблюдения «реального социализма» (многие из них жили в ГДР), так и в результате контактов с европейскими партиям Социалистического интернационала, начала поворот к социал-демократии. В 1979 году в Соцпартии произошёл раскол, и обновленческое крыло, которое возглавил изменивший свои позиции К. Альтамирано, стало на путь сближения с Христианско-демократической партией на демократической платформе. В этом же направлении эволюционировали прежние союзники социалистов — радикалы и левые христиане. Параллельно существовала соцпартия во главе с Клодомиро Альмейдой, оставшаяся на прежних марксистско-ленинских позициях.

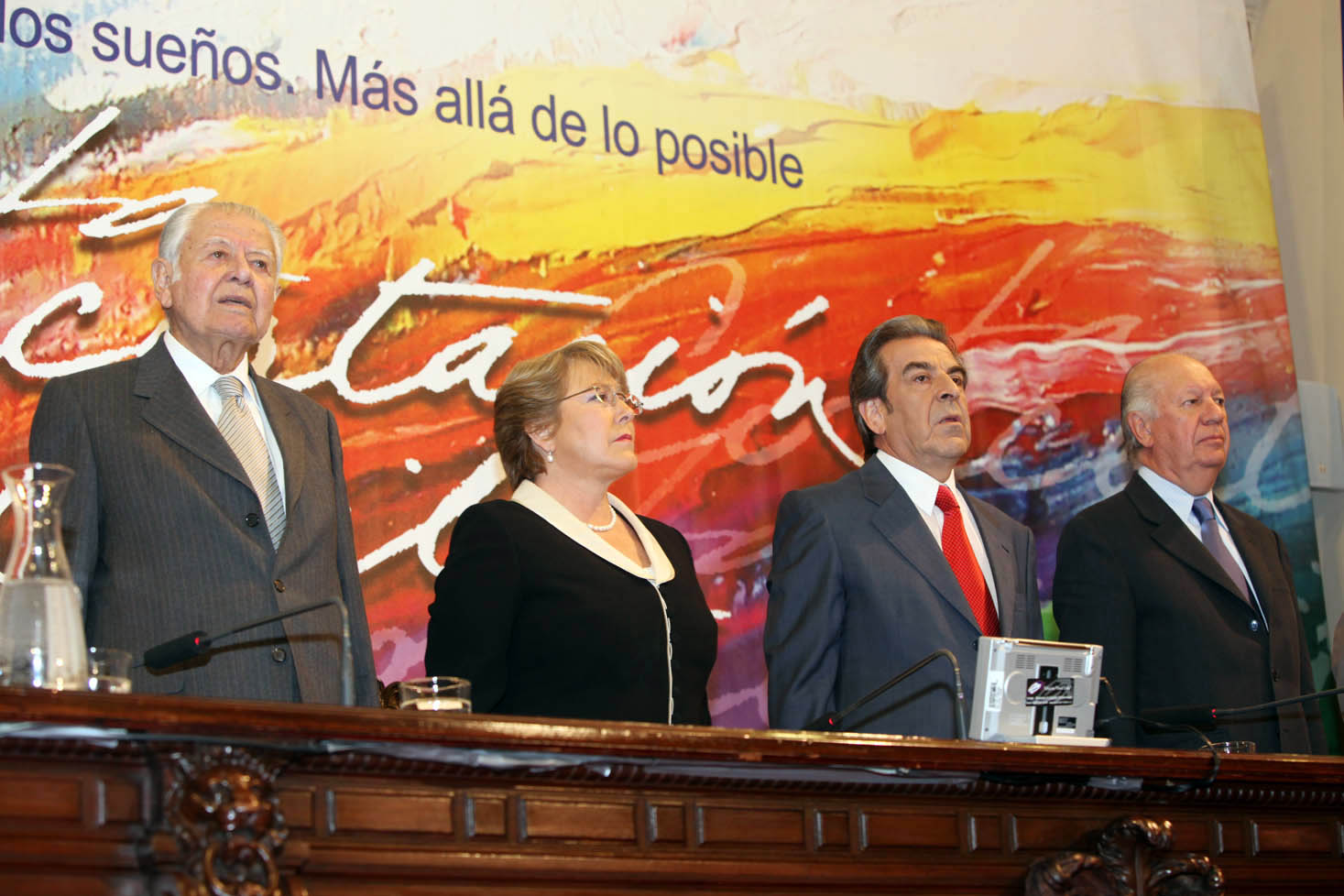
Четыре президента от нерушимого блока христианских демократов и обновлённых социалистов — Патрисио Эйлвин, Мишель Бачелет, Эдуардо Фрей Руис-Тагле и Рикардо Лагос на праздновании 21 годовщины плебисцита «Нет».

В 1983 году ХДП, обновленцы из Соцпартии, Радикальная партия и другие сравнительно умеренные левые и левоцентристские силы объединились в Демократический альянс, призвавший к созыву Учредительного собрания, принятию новой конституции, отставке Пиночета, созданию временного правительства. До 1986 года действовал «частный политический комитет», координировавший совместные акции Демократического альянса с Демократическим народным движением, созданным коммунистами и социалистами во главе с К. Альмейдой, оставшимися на леворадикальных позициях, и стремившимся к народному восстанию против диктатуры. В 1986 году Демократический альянс встал на позиции переговоров с военным режимом, с целью использовать для прихода к власти пиночетовскую конституцию, предусматривавшую проведение в 1988 году плебисцита, на котором должен был решиться вопрос о продлении полномочий Пиночета ещё на 8 лет, либо о проведении выборов.
Новая стратегия оппозиции, направленная на участие в плебисците, была поддержана всеми партиями, кроме коммунистов, которые, впрочем, тоже присоединились к остальным в последний момент. Оппозицию возглавили лидер ХДП Патрисио Эйлвин и лидер социалистов-обновленцев Рикардо Лагос. В 1987 году легальная деятельность правых и умеренных партий была разрешена. В декабре 1987 года по инициативе Лагоса была создана Партия за демократию в качестве легального временного объединения социалистов-обновленцев и близких к ним умеренных группировок.
В феврале 1988 года ХДП, Партия за демократию (социалисты принимали активное участие в этом процессе в её составе) и другие умеренные партии создали Коалицию партий за демократию (КПД, Concertación de Partidos por la Democracia), кандидаты которой побеждали на всех последующих президентских выборах кроме 2010 года.
8 октября 1988 года 54,6 % чилийцев проголосовали против диктатуры на референдуме. Кандидат КПД представитель ХДП П. Эйлвин был избран президентом Чили в 1989 году, набрав 55 % голосов. На одновременно проходивших парламентских выборах социалисты-обновленцы принимали участие в качестве кандидатов Партии за демократию по спискам КПД.
После мирного перехода к демократии Социалистическая партия возобновила свою деятельность, восстановила единство и в 1989 году приняла участие в многопартийных парламентских выборах. Партия интегрировала в свои ряды левых христиан, которые в блоке Народного единства ранее были представлены двумя отдельными партиями, а также часть бывших членов Радикальной партии; в итоге, она позиционирует себя уже не как левую, а как левоцентристскую в составе Социалистического интернационала и Форума Сан-Паулу. Партия теперь на деле поддерживает неолиберальную рыночную модель Чили, хотя её разные группы — марксисты, социал-демократы и прогрессивные христиане — в разной степени поддерживают либо критикуют её.
Начиная с парламентских выборов 1993 года кандидаты СПЧ участвуют как от собственной партии, так и от Партии за демократию в составе КПД. Р. Лагос состоял в обеих партиях одновременно.
В 2009 году на парламентских выборах статус депутата получили 11 социалистов, ещё 5 стали сенаторами. С 21 августа 2010 году Социалистическую партию возглавляет Освальдо Андраде.
В 2013 году на парламентских выборах от Социалистической партии были избраны 15 депутатов и 6 сенаторов. Президентом Чили во второй раз была избрана социалистка Мишель Бачелет. В её правительстве соцпартия получила 6 министерских портфелей.